# Julius Jacob von Haynau
Julius Jacob von Haynau (Kassel, 14 ottobre 1786 – Vienna, 14 marzo 1853) è stato un generale austriaco.

## Biografia

### I primi anni e la carriera militare

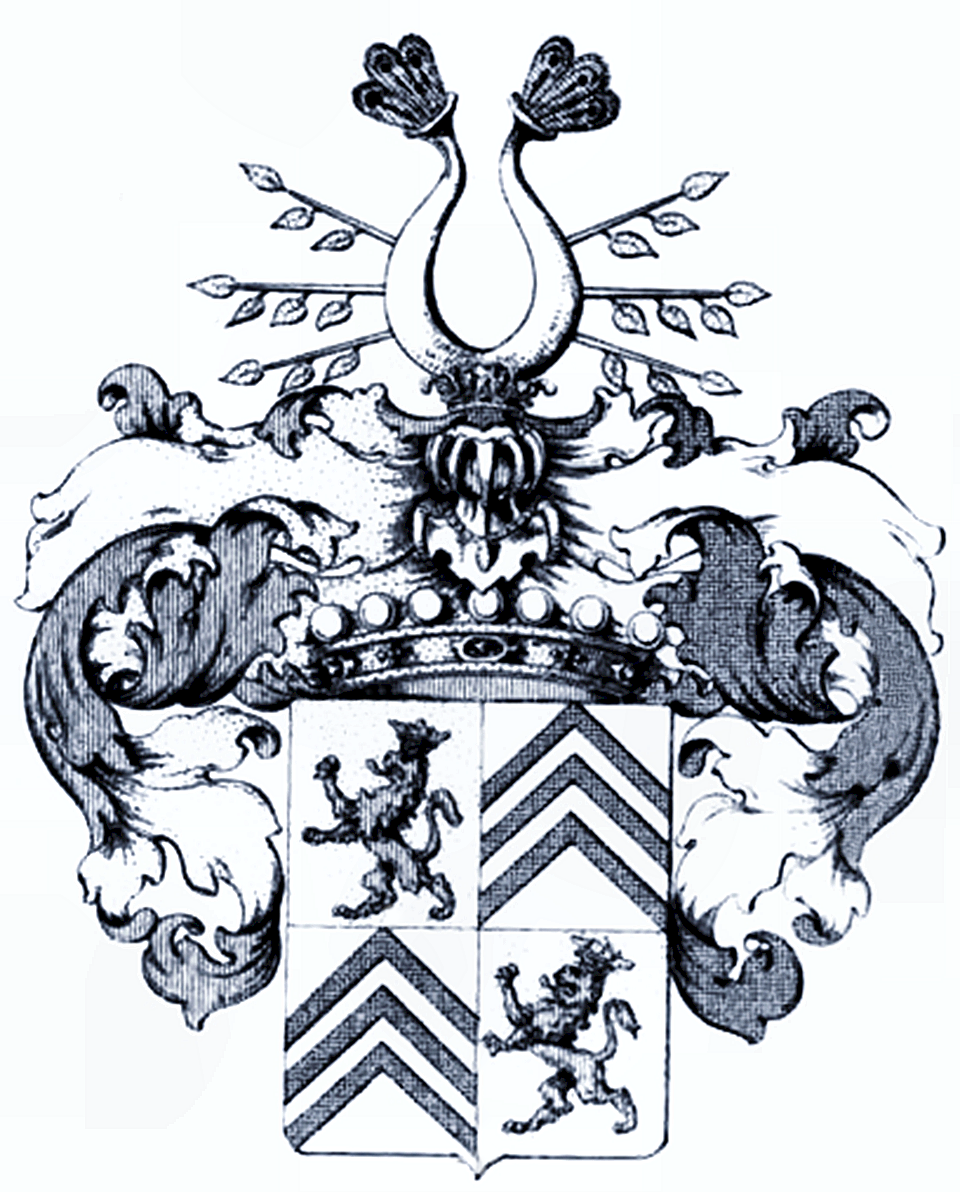
Lo stemma dei baroni di Haynau, ramo illegittimo dei langravi d'Assia-Kassel a cui Julius apparteneva

Figlio naturale del langravio Guglielmo I d'Assia-Kassel e della sua amante, Rosa Dorothea Ritter, von Haynau trascorse la sua infanzia insieme ad alcuni dei suoi fratelli ed a sua madre nel castello di Babenhausen.
Dopo gli studi a Marburgo entrò nell'esercito austriaco nel 1801 come ufficiale di fanteria e dal 1805 venne promosso capitano.
Nel 1808 si sposò con Thérèse von Weber, figlia del generale Weber morto nella battaglia di Aspern-Essling.
Nel 1809, sempre col rango di capitano, prese parte alla guerra della Quinta coalizione antinapoleonica, venendo promosso al grado di maggiore nel 1809 e risultando poi ferito nella battaglia di Wagram e distinguendosi durante le operazioni in Italia del 1813 e 1814.
Dal 1815 proseguì la carriera militare, divenendo nel 1833 maggiore generale e comandante di una brigata in Italia, e infine nel 1844 luogotenente feldmaresciallo al comando di una divisione a Graz.
Nel 1847 fu trasferito a Timișoara.

### Le campagne del 1848-1849

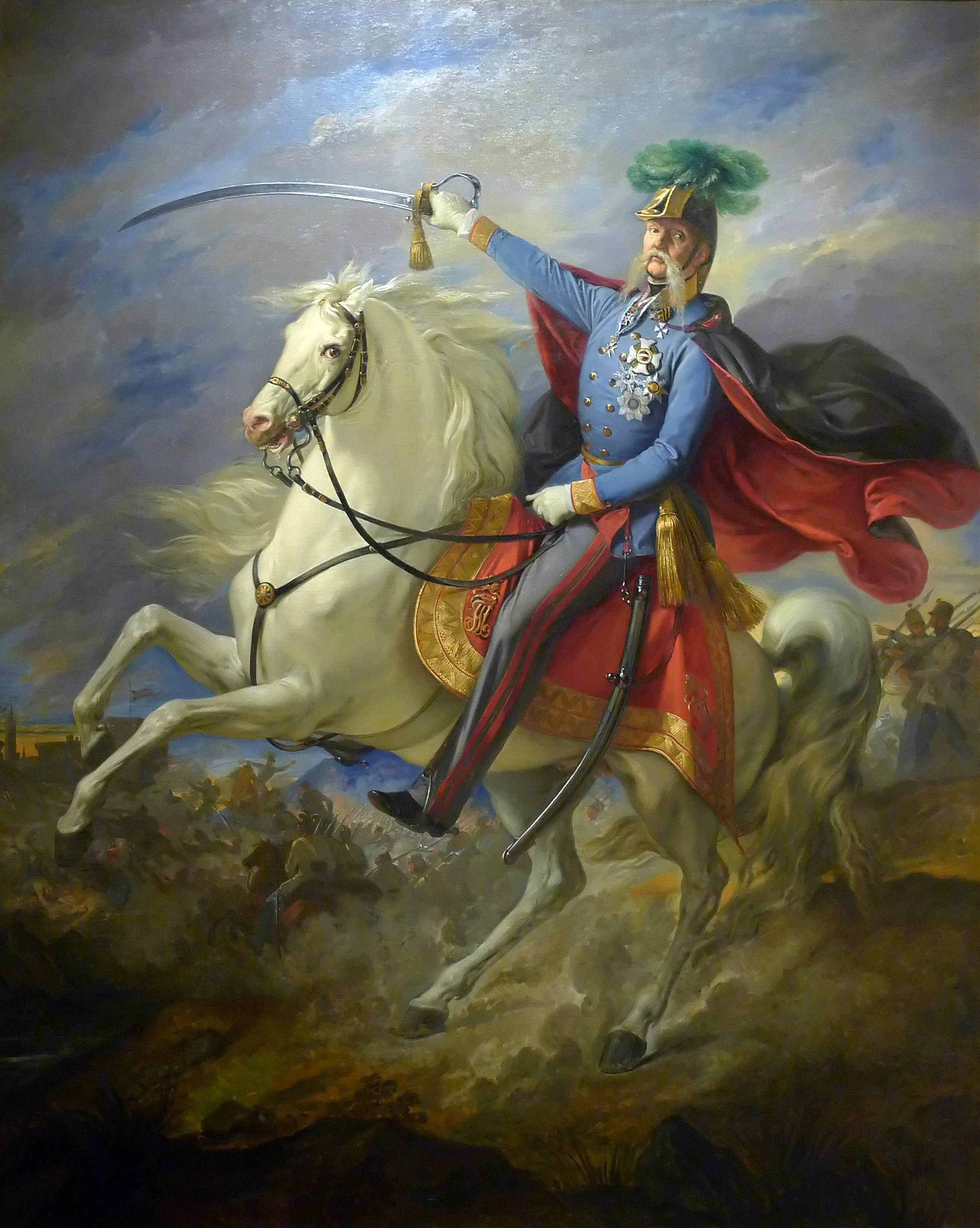
Julius von Haynau in un ritratto di Giuseppe Bezzoli durante gli anni della campagna militare in Italia

Di temperamento violento e profondamente reazionario, Haynau si distinse durante il 1848 per la ferocia con cui attuò la repressione dei moti rivoluzionari.
Combatté con successo in Italia, reprimendo nel sangue la rivolta della città di Brescia, tanto da meritarsi il soprannome di Iena di Brescia, in spregio all'appellativo di Tigre Asburgica che gli era stato conferito dai suoi connazionali.
Nel giugno del 1849 venne richiamato a Vienna per comandare la prima armata di riserva. Poco più tardi, venne inviato a combattere la rivolta degli Ungheresi, ottenendo rapidi successi militari ma distinguendosi nuovamente per la brutalità delle azioni (pur se va ricordato che agì in accordo con il gabinetto militare dell'imperatore Francesco Giuseppe): fece frustare le donne che avevano mostrato simpatie verso i rivoluzionari, istituì corti marziali per giudicare ufficiali e funzionari ribelli, condannando alla impiccagione (da ladri comuni) ad Arad tredici generali ungheresi che sarebbero diventati i "13 martiri di Arad" per la storia nazionale dell'Ungheria (fra questi il primo ministro Lajos Batthyány).

### Il declino
Alla fine della guerra venne nominato comandante in capo delle forze armate in Ungheria, ma il suo temperamento lo mise contro il ministro della Guerra e gli costò l'incarico nel 1850.

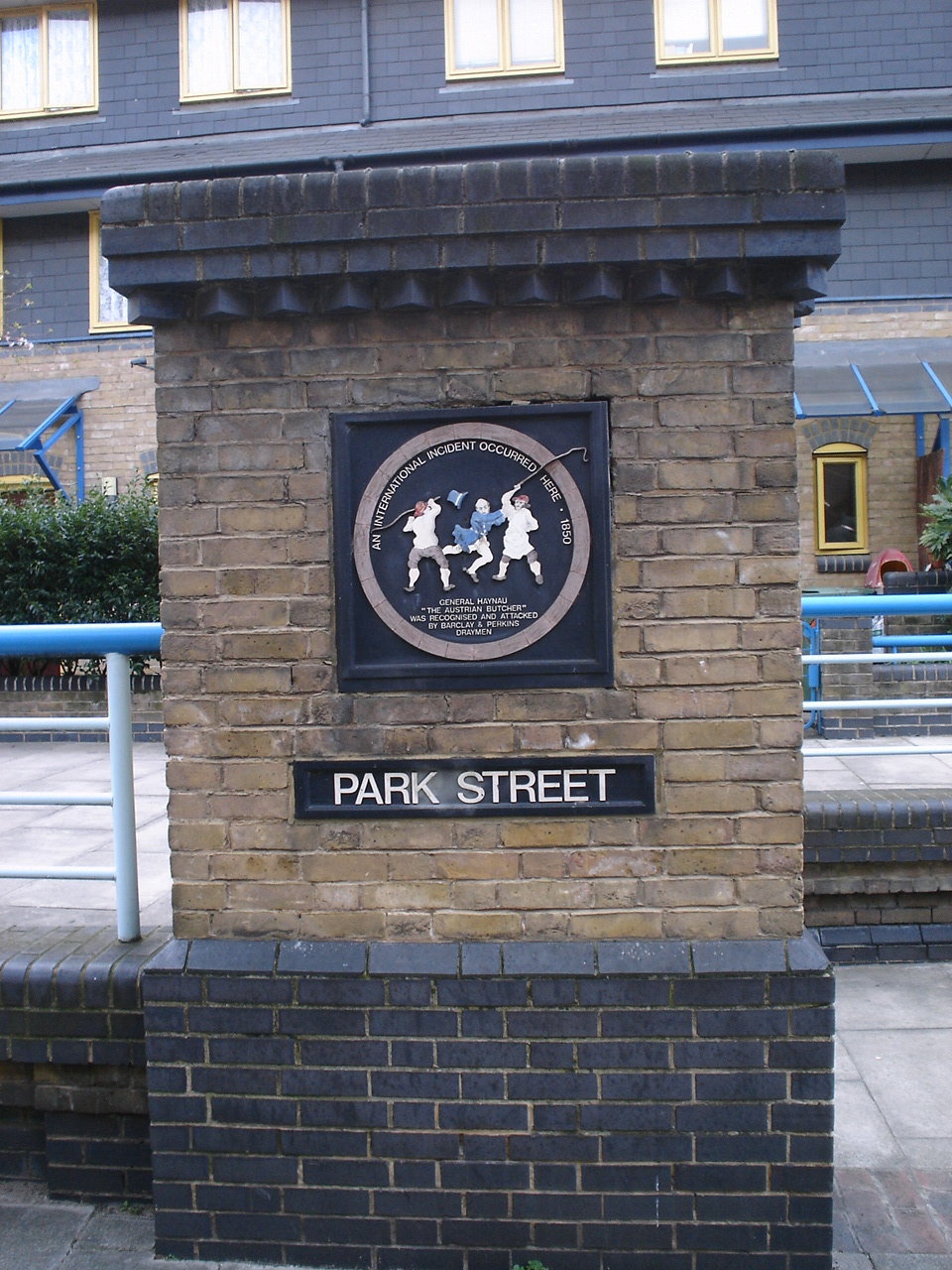
Cippo in Park Street a Southwark (Londra), che commemora l'"incidente internazionale"

La sua fama di feroce oppositore dei partiti rivoluzionari fece sì che, nei suoi successivi viaggi, venisse preso di mira dal popolo. A Bruxelles si salvò a stento da una folla inferocita. A Londra, un gruppo di facchini della birreria Barclay & Perkins che stava visitando, simpatizzanti della causa ungherese, lo prese a bastonate, provocando quasi un incidente internazionale. Il famoso autore inglese Chesterton descrisse gli avvenimenti ne I crimini dell'Inghilterra:
(Chesterton, The Crimes of England)
Quando Giuseppe Garibaldi si recò in Inghilterra nel 1864, volle a tutti i costi visitare la birreria per ringraziare «gli uomini che avevano battuto Haynau».

### Gli ultimi anni

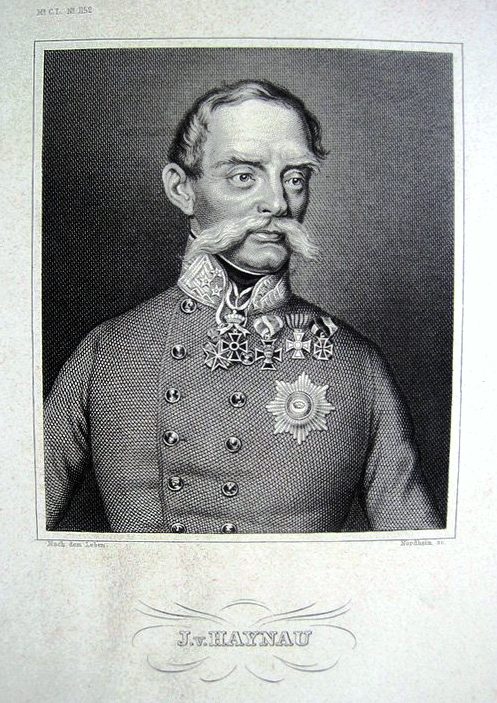
Von Haynau in una litografia del 1850

Dopo il suo declino personale e militare, ricevette in dono dal giovane imperatore austriaco Francesco Giuseppe un feudo in Ungheria, presso Hajós, dove visse da proprietario terriero misconosciuto per qualche anno, fino alla sua morte.

## Ascendenza
|                               |   |                                          | Genitori                                     |  |  | Nonni |  |  | Bisnonni                         |  |  | Trisnonni                  |  |
|                               |   |                                          |                                              |  |  |       |  |  | 8. Guglielmo VIII d'Assia-Kassel |  |  | 16. Carlo I d'Assia-Kassel |  |
|                               |   |                                          |                                              |  |  |       |  |  | 8. Guglielmo VIII d'Assia-Kassel |  |  | 16. Carlo I d'Assia-Kassel |  |
|                               |   | 17. Amalia di Curlandia                  |                                              |  |  |       |  |  | 8. Guglielmo VIII d'Assia-Kassel |  |  |                            |  |
| 4. Federico II d'Assia-Kassel |   |                                          |                                              |  |  |       |  |  | 8. Guglielmo VIII d'Assia-Kassel |  |  |                            |  |
|                               |   | 9. Dorotea Guglielmina di Sassonia-Zeitz | 18. Maurizio Guglielmo di Sassonia-Zeitz     |  |  |       |  |  |                                  |  |  |                            |  |
|                               |   | 9. Dorotea Guglielmina di Sassonia-Zeitz | 18. Maurizio Guglielmo di Sassonia-Zeitz     |  |  |       |  |  |                                  |  |  |                            |  |
|                               |   | 9. Dorotea Guglielmina di Sassonia-Zeitz | 19. Maria Amalia di Brandeburgo              |  |  |       |  |  |                                  |  |  |                            |  |
| 2. Guglielmo I d'Assia-Kassel |   | 9. Dorotea Guglielmina di Sassonia-Zeitz |                                              |  |  |       |  |  |                                  |  |  |                            |  |
|                               |   | 10. Giorgio II di Gran Bretagna          | 20. Giorgio I di Gran Bretagna               |  |  |       |  |  |                                  |  |  |                            |  |
|                               |   | 10. Giorgio II di Gran Bretagna          | 20. Giorgio I di Gran Bretagna               |  |  |       |  |  |                                  |  |  |                            |  |
|                               |   | 10. Giorgio II di Gran Bretagna          | 21. Sofia Dorotea di Celle                   |  |  |       |  |  |                                  |  |  |                            |  |
| 5. Maria di Gran Bretagna     |   | 10. Giorgio II di Gran Bretagna          |                                              |  |  |       |  |  |                                  |  |  |                            |  |
|                               |   | 11. Carolina di Brandeburgo-Ansbach      | 22. Giovanni Federico di Brandeburgo-Ansbach |  |  |       |  |  |                                  |  |  |                            |  |
|                               |   | 11. Carolina di Brandeburgo-Ansbach      | 22. Giovanni Federico di Brandeburgo-Ansbach |  |  |       |  |  |                                  |  |  |                            |  |
|                               |   | 11. Carolina di Brandeburgo-Ansbach      | 23. Eleonora Erdmuthe di Sassonia-Eisenach   |  |  |       |  |  |                                  |  |  |                            |  |
| 1. Julius Jacob von Haynau    |   | 11. Carolina di Brandeburgo-Ansbach      |                                              |  |  |       |  |  |                                  |  |  |                            |  |
|                               | … | …                                        |                                              |  |  |       |  |  |                                  |  |  |                            |  |
|                               | … | …                                        |                                              |  |  |       |  |  |                                  |  |  |                            |  |
|                               | … | …                                        |                                              |  |  |       |  |  |                                  |  |  |                            |  |
| 6. Johann Georg Ritter        | … |                                          |                                              |  |  |       |  |  |                                  |  |  |                            |  |
|                               |   | …                                        | …                                            |  |  |       |  |  |                                  |  |  |                            |  |
|                               |   | …                                        | …                                            |  |  |       |  |  |                                  |  |  |                            |  |
|                               |   | …                                        | …                                            |  |  |       |  |  |                                  |  |  |                            |  |
| 3. Rosa Dorothea Ritter       |   | …                                        |                                              |  |  |       |  |  |                                  |  |  |                            |  |
|                               |   | …                                        | …                                            |  |  |       |  |  |                                  |  |  |                            |  |
|                               |   | …                                        | …                                            |  |  |       |  |  |                                  |  |  |                            |  |
|                               |   | …                                        | …                                            |  |  |       |  |  |                                  |  |  |                            |  |
| 7. Maria Magdalena Witz       |   | …                                        |                                              |  |  |       |  |  |                                  |  |  |                            |  |
|                               |   | …                                        | …                                            |  |  |       |  |  |                                  |  |  |                            |  |
|                               |   | …                                        | …                                            |  |  |       |  |  |                                  |  |  |                            |  |
|                               |   | …                                        | …                                            |  |  |       |  |  |                                  |  |  |                            |  |
|                               |   | …                                        |                                              |  |  |       |  |  |                                  |  |  |                            |  |